# هاندویت
هاندویت (به آلمانی: Handewitt) یک شهر در آلمان است که در اشلسویگ-فلنسبورگ واقع شده‌است. هاندویت ۱۰٬۵۷۳ نفر جمعیت دارد.

## خواهرخوانده
شهر سالاکگریوا خواهرخواندهٔ هاندویت هست.